# Халваши, Заза Фридонович
Заза Фридонович Халваши (груз. ზაზა ფრიდონის ძე ხალვაში, 17 мая 1957, Батуми — 4 февраля 2020) — грузинский советский режиссёр.

## Биография
Родился в семье поэта Фридона Халваши (1925—2010).
Окончил филологический факультет Тбилисского государственного университета им. Джавахишвили по специальности грузинский язык и литература, Кандидат филологических наук (1981), тема диссертации «Грузинский роман XX века».
В 1983 году окончил факультет режиссуры Грузинского государственного института театра и кино, с отличием (студия Тенгиза Абуладзе и Резо Чхеидзе).
Скончался от сердечного приступа. Уход из жизни Зазы Халваши назван одной из главных потерь 2020 года культуры Грузии

## Фильмография
- 1981 «Время»,
- 1996 «Мизерере»,
- 2015 «Соломон»,
- 2017 «Намме».

## Награды
Фильмы Зазы Халваши отмечены призами на кинофестивалях в Амстердаме, Локарно, Мюнхене.